# 토레스 해협 제도 원주민

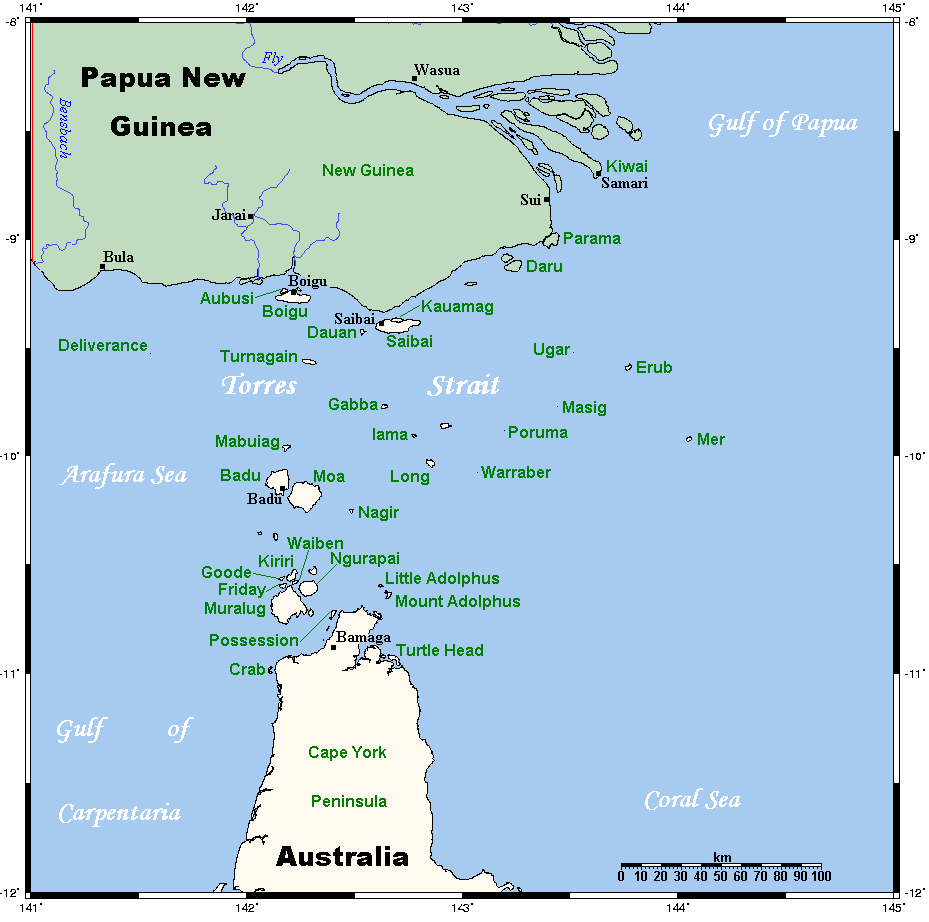
토레스 해협 제도의 지도

토레스 해협 제도 원주민(Torres Strait Islanders)은 토레스 해협 제도(오스트레일리아 퀸즐랜드주)에 사는 오스트레일리아 원주민이다. 멜라네시아인에 속하며, 애버리지니와 민족적으로 구분된다. 근대 이후 토레스 해협 제도 원주민과 애버리지니의 혈통을 모두 가지고 있는 사람도 많이 생겨났다.

## 언어
토착 언어로 파마늉아어족에 속한 칼라우라가우야어(Kalaw Lagaw Ya)와 동트랜스플라이어족에 속한 메리암어(Meriam)의 2개 언어가 있으며, 영어 기반의 토레스 해협 크리올도 쓰인다.

## 같이 보기
- 토레스 해협 도서민 기
- 오스트레일리아 원주민
  - 애버리지니